# 妖怪博士の明治怪奇教授録
『妖怪博士の明治怪奇教授録』（ようかいはかせのめいじかいききょうじゅろく）は、たなかかなこによる日本の漫画作品。『グランドジャンプPREMIUM』（集英社）2013年14号から2014年26号まで連載。単行本は全3巻。

## 概要
迷信を否定し近代的な思想を持つ哲学者と、妖怪の存在を信じ主張する助手の青年の2人が全国を旅しながら妖怪絡みの事件と対峙していく物語。過去作『破戒王〜おれの牛若〜』『秀吉でごザル!!』同様、たなかかなこ独自の歴史的観点も織り交ぜられている。

## 物語
明治の世が訪れ、文明開化の波が押し寄せる中、日本各地には未だに迷信や異聞・奇聞が蔓延っていた。科学的な見地に立ち、妖怪を否定しようと研究するうちに妖怪博士の通り名がついてしまった哲学者・東日流六平太は妖怪を心から信じている助手の青年・泊瀬武といがみ合いつつも迷信を打破するため各地の怪奇現象に挑むことになる。

## 登場人物

### 主要人物
東日流六平太（つがるろっぺいた）
本作の主人公。黒髪に尖った耳をした髭面の男性。迷信や妖怪を全く信じていない現実主義者。
泊瀬武（はっせたける）
東日流の助手。銀髪の青年。妖怪がいることを心から信じており、東日流とは衝突が絶えない。

## 単行本
- たなかかなこ 『妖怪博士の明治怪奇教授録』 集英社〈ヤングジャンプ・コミックス〉、全3巻
  1. 2013年8月19日発売 ISBN 978-4-08-879698-7
  2. 2014年3月19日発売 ISBN 978-4-08-879816-5
  3. 2014年3月19日発売 ISBN 978-4-08-879817-2

## 読み切り
『グランドジャンプPREMIUM』12号（2012年）に掲載され、単行本3巻に収録。